# Leichtathletik-Länderkampf der Männer 1955 Finnland – BR Deutschland
| 12. Leichtathletik-Länderkampf mit bundesdeutscher Beteiligung 1955 | 12. Leichtathletik-Länderkampf mit bundesdeutscher Beteiligung 1955 |               |
| ------------------------------------------------------------------- | ------------------------------------------------------------------- | ------------- |
|                                                                     |                                                                     |               |
| Ländervergleich der Männer: Finnland – BR Deutschland               |                                                                     |               |
| Austragungsort                                                      | Helsinki                                                            |               |
| Wettbewerbe                                                         | 20                                                                  |               |
| Datum                                                               | 23./24. August                                                      |               |
| 1. FRG 2. FIN                                                       | 111 P 103 P                                                         |               |
| Chronik                                                             |                                                                     |               |
| ← DNK-FRG (M)                                                       | SWE-FRG (M) →                                                       | SWE-FRG (M) → |

Im zwölften Vergleich des Länderkampfjahres 1955 trafen Deutschlands Leichtathleten zwei Tage nach dem Länderkampfwochenende mit drei gleichzeitigen Begegnungen zum insgesamt vierten Mal auf Finnland. Es war der zweite Vergleich der bundesdeutschen Sportler im Rahmen ihrer Reise nach Nordeuropa. Am 23./24. August wurde das Aufeinandertreffen in der finnischen Hauptstadt Helsinki ausgetragen. Die vorangegangenen Begegnungen mit Finnland waren immer knapp ausgegangen, zweimal für Deutschland und einmal für Finnland.

## Wettbewerbe und Modus
Wie im Länderkampf gegen Dänemark zwei Tage zuvor wurden zwanzig Disziplinen ausgetragen. Aus dem olympischen Wettbewerbskatalog fehlten nur der Marathonlauf, die beiden Gehdisziplinen und der Zehnkampf. Gewertet wurde in den Einzeldisziplinen nach dem Standardsystem, in den Staffeln mit fünf zu drei Punkten.

## Ergebnis
Wie in allen Länderkämpfen mit Finnland konnte sich keine Mannschaft eindeutig absetzen. Im Laufbereich gingen alle Siege auf den Strecken bis zu einer Distanz von 1500 Meter, ob mit oder ohne Hürden, an die bundesdeutschen Sportler, ebenso beide Staffeln. Die längeren Disziplinen, ob mit oder ohne Hindernisse, sicherten sich die Finnen. Drei von vier Sprungwettbewerben gewannen die Finnen, drei von vier Disziplinen im Bereich Stoß/Wurf die Deutschen. Die Bundesrepublik Deutschland entschied mit zwölf Disziplinen mehr als die Hälfte der Wettbewerbe für sich, davon fünf mit Doppelerfolgen. Dem standen acht Siege der Finnen bei sechs Doppelerfolgen gegenüber.
Sehr eng zu ging es im Hochsprung (zwei Zentimeter zwischen Platz eins/zwei für Finnland und Platz drei/vier für Deutschland), im Weitsprung (ein Zentimeter zwischen Platz eins für die Bundesrepublik und Platz zwei für Finnland bzw. vier Zentimeter zwischen Platz drei für die Bundesrepublik und Platz vier für Finnland), im Kugelstoßen (ein Zentimeter zwischen Platz eins für die Bundesrepublik und Platz zwei für Finnland), im Diskuswurf (ein Meter zwischen Platz eins für Deutschland und Platz zwei für Finnland bzw. zwei Zentimeter zwischen Platz drei für die Bundesrepublik und Platz vier für Finnland).
Am Ende reichte es zu einem bundesdeutschen Gesamtsieg mit 111 zu 103 Punkten, womit das Team die Gesamtbilanz mit Finnland auf drei zu eins für Deutschland verbesserte.

## Resultat

### 100 m
| Platz | Athlet         | Land | Zeit (s) |
| ----- | -------------- | ---- | -------- |
| 1     | Manfred Germar | FRG  | 10,6     |
| 2     | Leonhard Pohl  | FRG  | 10,7     |
| 3     | Pauli Tavisalo | FIN  | 10,9     |
| 4     | Lasse Ketola   | FIN  | 11,0     |

Datum: 23. August

### 200 m
| Platz | Athlet          | Land | Zeit (s) |
| ----- | --------------- | ---- | -------- |
| 1     | Heinz Fütterer  | FRG  | 21,3     |
| 2     | Carl Kaufmann   | FRG  | 21,5     |
| 3     | Voitto Hellsten | FIN  | 21,8     |
| 4     | Niilo Kokkonen  | FIN  | 22,5     |

Datum: 24. August

### 400 m
| Platz | Athlet              | Land | Zeit (s) |
| ----- | ------------------- | ---- | -------- |
| 1     | Voitto Hellsten     | FIN  | 46,6     |
| 2     | Karl-Friedrich Haas | FRG  | 47,6     |
| 3     | Karl Blümmel        | FRG  | 48,7     |
| 4     | Eero Kivelä         | FIN  | 49,0     |

Datum: 23. August

### 800 m
| Platz | Athlet          | Land | Zeit (min) |
| ----- | --------------- | ---- | ---------- |
| 1     | Friedel Stracke | FRG  | 1:54,4     |
| 2     | Horst Liell     | FRG  | 1:54,5     |
| 3     | Jorma Kakko     | FIN  | 1:54,8     |
| 4     | Olavi Salsola   | FIN  | 1:55,0     |

Datum: 23. August

### 1500 m
| Platz | Athlet          | Land | Zeit (min) |
| ----- | --------------- | ---- | ---------- |
| 1     | Werner Lueg     | FRG  | 3:46,4     |
| 2     | Olaf Lawrenz    | FRG  | 3:46,8     |
| 3     | Jorma Kakko     | FIN  | 3:47,0     |
| 4     | Olavi Vuorisalo | FIN  | 3:47,8     |

Datum: 24. August

### 5000 m
| Platz | Athlet         | Land | Zeit (min) |
| ----- | -------------- | ---- | ---------- |
| 1     | Ilmari Taipale | FIN  | 14:07,6    |
| 2     | Eero Tuomaala  | FIN  | 14:09,4    |
| 3     | Walter Konrad  | FRG  | 14:18,6    |
| 4     | Stefan Lüpfert | FRG  | 14:50,0    |

Datum: 23. August

### 10.000 m
| Platz | Athlet         | Land | Zeit (min) |
| ----- | -------------- | ---- | ---------- |
| 1     | Ilmari Taipale | FIN  | 30:06,2    |
| 2     | Hannu Posti    | FIN  | 30:07,2    |
| 3     | Herbert Schade | FRG  | 30:18,2    |
| 4     | Fritz Hänsch   | FRG  | 31:03.8    |

Datum: 24. August

### 110 m Hürden
| Platz | Athlet           | Land | Zeit (s) |
| ----- | ---------------- | ---- | -------- |
| 1     | Bert Steines     | FRG  | 14,6     |
| 2     | Raimo Stukola    | FIN  | 15,1     |
| 3     | Tapani Tammenpää | FIN  | 15,3     |
| 4     | Rudolf Bock      | FRG  | 15,3     |

Datum: 23. August

### 400 m Hürden
| Platz | Athlet          | Land | Zeit (s) |
| ----- | --------------- | ---- | -------- |
| 1     | Kurt Bonah      | FRG  | 53,3     |
| 2     | Werner Möller   | FRG  | 53,6     |
| 3     | Reino Suominen  | FIN  | 55,0     |
| 4     | Erkki Myllymäki | FIN  | 55,0     |

Datum: 24. August

### 3000 m Hindernis
| Platz | Athlet          | Land | Zeit (min) |
| ----- | --------------- | ---- | ---------- |
| 1     | Pentti Karvonen | FIN  | 8:47,8     |
| 2     | Sven Laine      | FIN  | 8:48,0     |
| 3     | Walter Müller   | FRG  | 8:56,4     |
| 4     | Helmut Thumm    | FRG  | 9:08,4     |

Datum: 23. August

### 4 × 100 m Staffel
| Platz | Besetzung      | Land                                                       | Zeit (s) |
| ----- | -------------- | ---------------------------------------------------------- | -------- |
| 1     | BR Deutschland | Lothar Knörzer Carl Kaufmann Heinz Fütterer Manfred Germar | 40,7     |
| 2     | Finnland       | Jorma Valkama Niilo Kokkonen Lars Georgsson Lasse Ketola   | 42,5     |

Datum: 23. August

### 4 × 400 m Staffel
| Platz | Besetzung      | Land                                                        | Zeit (min) |
| ----- | -------------- | ----------------------------------------------------------- | ---------- |
| 1     | BR Deutschland | Hans Geister Günter Dohrow Karl Blümmel Karl-Friedrich Haas | 3:16,1     |
| 2     | Finnland       | Ola Salonen Niilo Kokkonen Pekka Vesaaja Eero Kivelä        | 3:16,6     |

Datum: 24. August

### Hochsprung
| Platz | Athlet            | Land | Höhe (m) |
| ----- | ----------------- | ---- | -------- |
| 1     | Keijo Ketola      | FIN  | 1,92     |
| 2     | Theo Püll         | FRG  | 1,92     |
| 3     | Hans-Jürgen Jenss | FRG  | 1,90     |
| 4     | Hannu Rantala     | FIN  | 1,90     |

Datum: 23. August

### Stabhochsprung
| Platz | Athlet           | Land | Höhe (m) |
| ----- | ---------------- | ---- | -------- |
| 1     | Eeles Landström  | FIN  | 4,40     |
| 2     | Jukka Piironen   | FIN  | 4,10     |
| 3     | Willi Reißmann   | FRG  | 4,00     |
| 4     | Julius Schneider | FRG  | 3,90     |

Datum: 24. August

### Weitsprung
| Platz | Athlet             | Land | Weite (m) |
| ----- | ------------------ | ---- | --------- |
| 1     | Heinz Oberbeck     | FRG  | 7,47      |
| 2     | Jorma Valkama      | FIN  | 7,46      |
| 3     | Manfred Molzberger | FRG  | 7,35      |
| 4     | Matti Lampinen     | FIN  | 7,31      |

Datum: 23. August

### Dreisprung
| Platz | Athlet              | Land | Weite (m) |
| ----- | ------------------- | ---- | --------- |
| 1     | Tapio Lehto         | FIN  | 15,33     |
| 2     | Kari Rahkamo        | FIN  | 14,87     |
| 3     | Hermann Höhnke      | FRG  | 14,57     |
| 4     | Theo Strohschnieder | FRG  | 14,13     |

Datum: 24. August

### Kugelstoßen
| Platz | Athlet             | Land | Weite (m) |
| ----- | ------------------ | ---- | --------- |
| 1     | Hermann Lingnau    | FRG  | 15,79     |
| 2     | Reijo Koivisto     | FIN  | 15,78     |
| 3     | Karl-Heinz Wegmann | FRG  | 15,04     |
| 4     | Aapo Perko         | FIN  | 14,84     |

Datum: 23. August

### Diskuswurf
| Platz | Athlet         | Land | Weite (m) |
| ----- | -------------- | ---- | --------- |
| 1     | Günther Noack  | FRG  | 49,09     |
| 2     | Carol Lindroos | FIN  | 48,09     |
| 3     | Martin Bührle  | FRG  | 47,74     |
| 4     | Paavo Lammi    | FIN  | 47,72     |

Datum: 24. August

### Hammerwurf
| Platz | Athlet         | Land | Weite (m) |
| ----- | -------------- | ---- | --------- |
| 1     | Karl Storch    | FRG  | 57,84     |
| 2     | Oiva Halmetoja | FIN  | 56,56     |
| 3     | Aarne Nostaja  | FIN  | 55,35     |
| 4     | Hugo Ziermann  | FRG  | 54,83     |

Datum: 23. August

### Speerwurf
| Platz | Athlet         | Land | Weite (m) |
| ----- | -------------- | ---- | --------- |
| 1     | Olavi Kauhanen | FIN  | 74,88     |
| 2     | Jouko Rantanen | FIN  | 72,27     |
| 3     | Hermann Rieder | FRG  | 70,04     |
| 4     | Heinrich Will  | FRG  | 69,41     |

Datum: 24. August

## Weblink
- TULOKSET: MAAOTTELU GFR-FIN, HELSINKI, 23.–24.8.1955, Länderkampf GER-FIN, Helsinki 1955, tilastopaja.eu (finnisch), abgerufen am 21. Juli 2024

SUI-FRG-AUT Straß'lauf (Männer) |
FRG-YUG (M) |
FRG-DNK Gehen (M) |
GBR-FRG (Frauen) |
GBR-FRG (M) |
FRG-LUX (M) |
SUI-FRG (M) |
NLD-FRG (M) |
NLD-FRG (F) |
FRG-SUI Geher (M) |
DNK-FRG (M) |
FIN-FRG (M) |
SWE-FRG (M) |
FRG-FRA (M) |
FRG-ITA (M)